# Produktions- och konstruktionskåren i Xinjiang
Produktions- och konstruktionskåren i Xinjiang, även känd under sin kinesiska förkortning Bingtuan, är en unik ekonomisk och halvmilitär organisation som verkar i den autonoma regionen Xinjiang i Folkrepubliken Kina.
Kåren, som formellt grundades av Wang Zhen 1954, lyder under Folkets befrielsearmé och bestod inledningsvis av trupper som underkuvat den andra Östturkestanska republiken. Dessa soldater organiserades i statsägda jordbruk som skulle befästa den kinesiska kontrollen över området, vilket lade grunden för en ökad hankinesisk inflyttning i regionen.
Produktions- och konstruktionskåren utövar i praktiken flera administrativa funktioner i Xinjiang och förvaltar orterna Shihezi, Wujiaqu, Tumshuq, Aral, Beitun och Tiemenguan.
Kåren bedriver flera vinstinriktade ekonomiska projekt. Större delen kårens anställda är hankineser och organisationen utpekas ibland som ett organ som har som syfte att kolonisera regionen med hankineser.
Kårens partiavdelning i Kinas kommunistiska parti har samma nivå i partihierarkin som en provins. Xinjiangs partisekreterare Ma Xingrui är sedan 2021 förste politiske kommissarie i kåren.